# Alexander (bysantinsk kejsare)
Alexander (grekiska:Αλέξανδρος), död 913, var kejsardömet Bysans monark 912-913.